# Polioptila plumbea
Polioptila plumbea là một loài chim trong họ Polioptilidae.